# The Car (album)
The Car is het zevende studioalbum van de Britse rockband Arctic Monkeys en kwam op 21 oktober 2022 uit. De plaat werd uitgegeven door Domino Records en James Ford produceerde het album. Van het album werden drie singles uitgebracht: There'd Better Be a Mirrorball, Body Paint en I Ain't Quite Where I Think I Am.

## Stijl
Het croonen van Alex Turner op The Car doet denken aan Scott Walker en David Bowie uit de jaren 80. De melancholische sound van de plaat, zoals in de single There'd Better Be a Mirrorball, wordt door enkele recensenten ook wel als Bond-esque omschreven.

## Nummers
1. There'd Better Be a Mirrorball
2. I Aint Quite Where I Think I Am
3. Sculptures of Anything Goes
4. Jet Skis on the Moat
5. Body Paint
6. The Car
7. Big Ideas
8. Hello You
9. Mr Schwartz
10. Perfect Sense

## Ontvangst
Het popmagazine Oor schreef over The Car: "Het zal misschien weer even wennen zijn, maar ook deze oldtimer wordt met de dag mooier." Van De Volkskrant kreeg het album vijf sterren. De Trouw noemde het "een ijzersterk gecomponeerd album". Ook in eigen land werd de plaat goed ontvangen. The Guardian gaf het album vier sterren. The Car verkreeg van het blad Rolling Stone UK de titel van "album van het jaar".
Het nummer There’d Better Be A Mirrorball werd genomineerd voor de 65e Grammy Awards als Best Alternative Music Performance.